# Contea di Grant (Dakota del Sud)
La contea di Grant ( in inglese Grant County ) è una contea dello Stato del Dakota del Sud, negli Stati Uniti. La popolazione al censimento del 2000 era di 7 847 abitanti. Il capoluogo di contea è Milbank.